# Triméthadione
Le triméthadione est un anticonvulsivant de la famille des oxazolidinediones. Il est le plus souvent utilisé pour traiter les conditions épileptiques résistantes à d'autres traitements.

## Syndrome fœtal du triméthadione
Son administration pendant la grossesse peut entraîner le syndrome du triméthadione foetal causant une dysmorphie faciale (nez court retroussé, sourcils inclinés), des anomalies cardiaques, un retard de croissance intra-utérin (IUGR) et un retard mental. Le taux de perte fœtale lors de l'utilisation de triméthadione peut aller jusqu' à 87%. 